# 吉川拳生
吉川 拳生（よしかわ けんしょう、1958年5月19日 - ）は、北海道出身の俳優。身長178cm、70kg。札幌大学経営学部卒業。

## 概要
デビューはオレたちひょうきん族（テレビ）、プレイボーイグラビア（雑誌）。ヤクザの親分、幹部、刑事など悪役を中心に数多くのテレビドラマに出演。悪役商会初期からのメンバーである。
島岡監督物語（1987年-吉田啓一郎監督・主演若山富三郎・ピッチャー役高島政宏）にキャッチャー役で出演した際、若山富三郎に気に入られ、一時期お弟子さんでもあった。
吉田啓一郎監督のドラマに数多く出演している。
東京イボンヌでの座長公演では各業界著名人50組のスタンド花が届いて会場を賑わせた。
また、その時演じたロベルトシューマン役を後に、日経新聞で高く評価された。
空手二段。学生時代、空手道部主将で全国大会に2回出場。趣味はソウルミュージックのコンサートに行くこと。

## 出演

### テレビドラマ
- 月曜ドラマランド 超少女！はるひワンダー愛（フジテレビ） - 暴力団幹部
- 明大島岡監督物語 - キャッチャー片山 役
- 風の吹く街 - 暴力団幹部・黒田 役
- はぐれ刑事純情派（テレビ朝日） - 暴力団幹部・平井 役
- あによめ（フジテレビ） - 暴力団幹部
- 一休さん（フジテレビ） - 左兵衛 役
- 一休さん・喝!（テレビ東京） - 暴力団幹部・佐藤 役
- 抜弁天女学園 - ギャング
- こんな学園みたことない - 暴力団幹部・中田 役
- 笑う犬の情熱（フジテレビ） - 暴力団組長
- ムコ殿2003（フジテレビ） - 暴力団幹部
- 女と愛とミステリー（テレビ東京）
  - 「文書鑑定人 白鳥あやめの 事件ファイル三万分の一の告発」（2002年） - ヤクザ組長 役
  - 「監察医・篠宮葉月 死体は語る2」（2002年） - ホームレス・伊崎次郎 役
  - 「捜査一課長・神崎省吾」（2004年） - 暴力団幹部・道上 役
  - 「猪熊夫婦の駐在日誌2」（2005年） - 刑事 役
- 水曜ミステリー9（テレビ東京）
  - 「猪熊夫婦の駐在日誌3」（2006年） - 金融会社社長・高山恒夫 役
  - 「農家の嫁は弁護士!神谷純子のふるさと事件簿2」（2006年） - 強盗 役
  - 「事件記者 浦上伸介6」（2008年） - 雀荘客 役
- おいしいごはん 鎌倉・春日井米店 第5話（テレビ朝日） - 半原組・組長 役
- 警視庁捜査一課9係（テレビ朝日）
  - season3 第6話「殺しのピアノ」（2008年） - 小林商事・梶山 役
  - season10 第10話（最終回）「殺意の香り」（2015年） - 警備員役
- 秘書のカガミ 第11話（テレビ東京） - 取り立て屋・高岡豪 役
- Lドラ「サギ師 リリ子」第7・8・10話（テレビ東京） - スナックゆき・マスター 役
- 金曜プレステージ「十津川刑事の肖像」（フジテレビ） - 誘拐犯 役
- 木曜ナイトドラマ「LOVE GAME」第10話（日本テレビ） - ヤミ金社長・剣崎 役
- ヒミツの関係〜先生は同居人〜（BeeTV）越塚健次郎役
- 日曜劇場「華和家の四姉妹」最終話（TBS） - 取締役 役
- 月曜ゴールデン（TBS）
  - 森村誠一サスペンス「正義の証明」（2011年） - 刑事・三枝 役
  - 「警視庁機動捜査隊216 2・危険な女たち」（2011年） - 捜査一課特殊犯係・片岡 役
- ドラマW「推定有罪」（WOWOW） - 刑事 役
- ドラマNEO「走馬灯株式会社」第5話（TBS） - 刑事課長 役
- ダブルフェイス 潜入捜査編（TBS・WOWOW） - 寿司屋・店主 役
- 土曜ワイド劇場（テレビ朝日）
  - 「タクシードライバーの推理日誌18」（2004年） - 探偵・津村 役
  - 「炎の警備隊長・五十嵐杜夫6」（2007年） - 刑事・青木 役
  - 「タクシードライバーの推理日誌28」（2010年） - 宇田川清 役
  - 「デパート仕掛け人!天王寺珠美の殺人推理6」（2013年） - 金融業者・佐々木泰司 役
  - 「タクシードライバーの推理日誌34」（2013年） - 刑事・田宮 役
  - 「監察官・羽生宗一1」（2014年） - 渡辺昇一 役
- 月曜名作劇場 「鑑識捜査官 亀田乃武夫の臨場ファイル1」（2017年） - 村山健一

### バラエティー
- オレたちひょうきん族ひょうきんベストテン
- パッパラパラダイス
- 研ナオコのだぅもありがと！
- ☆もの
- 加トちゃんケンちゃんごきげんテレビ
- クイズプレゼンバラエティーQさま
- 笑う犬の情熱
- ぷっすま ビビり王決定特番
- ぷっすま ビビり王決定時代劇編

### 映画
- GUN CRAZY Episode-3（2003年） - 警視庁試験官 役
- HEAT-灼熱-（2004年） - 藤巻組幹部 役
- 告白（2010年） - 刑事役
- 白夜行（2011年） - 本庁の刑事 役

### ラジオ
- くろい天使（RKKラジオ） - オカマ山口役

### CM
- 味の素 アルギンZ
- 久光製薬 サロンシップ
- エーザイ サクロン 部長役
- アリコジャパン やさしくそなえる医療保険 [終身タイプ]
- キリンホールディングス KIRIN Plus-i

### 舞台
- 悪役商会ショー 東京・岡山・函館他
- 東京モード学園ファッションショー「男がんばれ」
- エーおせんにキャラメル
- アンタッチャブル
- ベンチ（二人芝居）
- 劇団東京イボンヌ 第9回公演「俺の兄貴はブラームス」 2015年6月3日-5日
- 劇団東京イボンヌ 第10回公演「モーツァルトとマリー・アントワネット」 2015年12月8日-10日

### その他
- 悪代官2-妄想伝- - 悪徳商人の弁天堂菊蔵役